# Liste de films français sortis en 2007
Listes de films français
- 2003
- 2004
- 2005
- 2006
- 2007
- 2008
- 2009
- 2010
- 2011

Liste non exhaustive de films français sortis en 2007.

## 2007
| Titre                        | Réalisateur         | Acteurs                                                           | Genre |
| ---------------------------- | ------------------- | ----------------------------------------------------------------- | ----- |
| Angel                        | François Ozon       | Romola Garai, Sam Neill                                           | Drame |
| Avant que j'oublie           | Jacques Nolot       | Jacques Nolot, Jean-Pol Dubois                                    |       |
| Ceux qui restent             | Anne Le Ny          | Vincent Lindon, Emmanuelle Devos                                  |       |
| Les Chansons d'amour         | Christophe Honoré   | Louis Garrel, Ludivine Sagnier                                    |       |
| La Fille coupée en deux      | Claude Chabrol      | Ludivine Sagnier, François Berléand, Benoît Magimel, Mathilda May |       |
| La Graine et le Mulet        | Abdellatif Kechiche | Habib Boufares, Hafsia Herzi                                      |       |
| J'attends quelqu'un          | Jérôme Bonnell      | Jean-Pierre Darroussin, Emmanuelle Devos                          |       |
| Hot Fuzz                     | Edgar Wright        | Simon Pegg, Nick Frost                                            |       |
| Les Témoins                  | André Téchiné       | Satya Dusaugey, Michel Blanc                                      |       |
| Très bien, merci             | Emmanuelle Cuau     | Gilbert Melki, Sandrine Kiberlain                                 |       |
| La Môme                      | Olivier Dahan       | Marion Cotillard, Jean-Pierre Martins                             |       |
| Ne touchez pas la hache      | Jacques Rivette     | Jeanne Balibar, Guillaume Depardieu                               |       |
| La Question humaine          | Nicolas Klotz       | Mathieu Amalric, Michael Lonsdale                                 |       |
| Naissance des pieuvres       | Céline Sciamma      | Pauline Acquart, Adèle Haenel                                     |       |
| Roman de gare                | Claude Lelouch      | Dominique Pinon, Fanny Ardant                                     |       |
| Tout est pardonné            | Mia Hansen-Løve     | Paul Blain, Marie-Christine Friedrich                             |       |
| Two Days in Paris            | Julie Delpy         | Adam Goldberg, Julie Delpy                                        |       |
| Un baiser, s'il vous plaît ! | Emmanuel Mouret     | Virginie Ledoyen, Emmanuel Mouret                                 |       |
| Un secret                    | Claude Miller       | Cécile de France, Patrick Bruel, Ludivine Sagnier                 |       |
| Une vieille maîtresse        | Catherine Breillat  | Asia Argento, Fu'ad Aït Aattou                                    |       |